# Kozorog (ozvezdje)
Kozorog (latinsko Capricornus, znak , Unicode ♑) je ozvezdje živalskega kroga in eno od 88 sodobnih ozvezdij, ki jih je priznala Mednarodna astronomska zveza. To ozvezdje je navedel že Ptolemaj v svojem seznamu 48 ozvezdij.

## Znana nebesna telesa v ozvezdju

### Zvezde
- Algedi (α Cap) [Al Giedi, Giedi, Algiedi, Gredi] (navidezni sij 3,6m; navidezno dvozvezdje):
  - Algedi Prima [Prima Giedi] (5/α1 Cap) 4,24m
  - Algedi Secunda [Secunda Giedi] (6/α2 Cap) 3,56m
- Zabih (β Cap) [Dabih,]  (navidezni sij 3,1m; navidezno dvozvezdje):
  - Dabih Major (9/β Cap), 3,05m
  - Dabih Minor (β2 Cap), 6,09m

### Drugo
- Kroglasta meglica M30 (zgoščeno jedro; 40.000 svetlobnih let od nas)

## Pomen vastrologiji
V živalskem krogu zahodne astrologije traja obdobje Kozoroga od 22.decembra do 19. januarja.